# Чемпіонат України з футболу 2014—2015
Чемпіонат України з футболу 2014–2015 років — 24-й чемпіонат України з футболу.

## Прем'єр-ліга
| М  | Команда       | І  | В  | Н  | П  | РМ    | О     |
| -- | ------------- | -- | -- | -- | -- | ----- | ----- |
|    | «Динамо»      | 26 | 20 | 6  | 0  | 65−12 | 66    |
|    | «Шахтар»      | 26 | 17 | 5  | 4  | 71−21 | 56    |
|    | «Дніпро»      | 26 | 16 | 6  | 4  | 47−17 | 54    |
| 4  | «Зоря»        | 26 | 13 | 6  | 7  | 40−31 | 45[а] |
| 5  | «Ворскла»     | 26 | 11 | 9  | 6  | 35−22 | 42    |
| 6  | «Металіст»    | 25 | 8  | 11 | 6  | 34−32 | 35    |
| 7  | «Металург» З  | 26 | 6  | 8  | 12 | 20−40 | 26    |
| 8  | «Олімпік»     | 26 | 7  | 5  | 14 | 24−64 | 26    |
| 9  | «Волинь»      | 26 | 9  | 7  | 10 | 38−44 | 25[б] |
| 10 | «Металург» Д  | 26 | 6  | 10 | 10 | 27−38 | 22[в] |
| 11 | «Чорноморець» | 25 | 3  | 11 | 11 | 15−31 | 20    |
| 12 | «Говерла»     | 26 | 3  | 10 | 13 | 22−47 | 19    |
| 13 | «Карпати»     | 26 | 5  | 9  | 12 | 22−31 | 15[г] |
| 14 | «Іллічівець»  | 26 | 3  | 5  | 18 | 25−55 | 14    |

а «Зоря» була позбавлена трьох очок за невиконання рішення КДК ФФУ від 18.02.2015 року, згодом КДК ФФУ повернув «Зорі» три очки.
б «Волинь» позбавлена 9 турнірних очок за невиконання рішень КДК ФФУ від 23.12.2014 року та АК ФФУ від 24.02.2015 року.
в «Металург» Д позбавлений 6 турнірних очок за невиконання рішення ДК ФІФА від 09.09.2014 року.
г «Карпати» позбавлені 3 турнірних очок згідно з рішенням КДК ФФУ від 10.09.2014 року та 6 турнірних очок згідно з рішенням КДК ФФУ від 17.10.2014 року.
Позначення:

## Перша ліга
| М  | Команда             | І  | В  | Н  | П  | РМ    | О     |
| -- | ------------------- | -- | -- | -- | -- | ----- | ----- |
|    | ФК «Олександрія»    | 30 | 22 | 6  | 2  | 53−15 | 72    |
|    | «Сталь» Д           | 30 | 17 | 9  | 4  | 45−21 | 60    |
|    | «Гірник-Спорт»      | 30 | 16 | 9  | 5  | 44−24 | 57    |
| 4  | «Зірка»             | 30 | 14 | 7  | 9  | 42−27 | 49    |
| 5  | «Десна»             | 30 | 12 | 11 | 7  | 44−27 | 47    |
| 6  | «Динамо-2»          | 30 | 12 | 8  | 10 | 35−29 | 44    |
| 7  | «Геліос»            | 30 | 12 | 8  | 10 | 30−25 | 44    |
| 8  | ПФК «Суми»          | 30 | 12 | 7  | 11 | 35−41 | 43    |
| 9  | «Гірник»            | 30 | 10 | 12 | 8  | 32−26 | 42    |
| 10 | ФК «Полтава»        | 30 | 11 | 9  | 10 | 29−27 | 42    |
| 11 | ФК «Тернопіль»      | 30 | 11 | 8  | 11 | 33−49 | 41    |
| 12 | «Нафтовик-Укрнафта» | 30 | 10 | 10 | 10 | 32−34 | 40    |
| 13 | «Нива»              | 30 | 8  | 3  | 19 | 25−52 | 27    |
| 14 | МФК «Миколаїв»      | 30 | 6  | 6  | 18 | 34−67 | 21[а] |
| 15 | «Сталь» А           | 30 | 5  | 0  | 25 | 16−28 | 15    |
| 16 | «Буковина»          | 30 | 4  | 3  | 23 | 24−61 | 15    |

а З «Миколаєва» знято 3 очки згідно з рішенням КДК ФФУ від 12.06.2015 року.
«Сталь» А знялася після 17-го туру.
16 липня 2015 року Виконком ФФУ постановив включити «Сталь» Д до складу учасників Прем'єр-ліги сезону 2015/16 через банкрутство і виключення «Металурга» Д з УПЛ.
Позначення:

## Друга ліга
| М  | Команда              | І  | В  | Н | П  | РМ    | О  |
| -- | -------------------- | -- | -- | - | -- | ----- | -- |
|    | «Черкаський Дніпро»  | 27 | 20 | 5 | 2  | 54−12 | 65 |
|    | «Оболонь-Бровар»     | 27 | 20 | 4 | 3  | 47−19 | 64 |
|    | «Кремінь»            | 27 | 14 | 6 | 7  | 50−30 | 48 |
| 4  | «Реал Фарма»         | 27 | 11 | 9 | 7  | 40−29 | 42 |
| 5  | «Скала»              | 27 | 11 | 5 | 11 | 29−34 | 38 |
| 6  | «Кристал»            | 27 | 10 | 6 | 11 | 39−37 | 36 |
| 7  | «Шахтар-3»           | 27 | 8  | 6 | 13 | 38−44 | 30 |
| 8  | «НПГУ-Макіїввугілля» | 27 | 5  | 6 | 16 | 23−45 | 21 |
| 9  | «Арсенал-Київщина»   | 27 | 6  | 2 | 19 | 14−40 | 20 |
| 10 | «Енергія»            | 27 | 4  | 3 | 20 | 25−69 | 15 |

Позначення:

## Стикові матчі
За підсумками сезону команда, що посіла 3-є місце в другій лізі, виборює право на підвищення в класі з командою, що посіла 14-е місце в першій лізі. Жеребкування послідовності проведення матчів відбулося 29 травня 2015.
| 7 червня 2015 18:00 |

| МФК «Миколаїв» (Миколаїв) | 0:0      | «Кремінь» (Кременчук) |
| ------------------------- | -------- | --------------------- |
|                           | Протокол |                       |

| Центральний міський стадіон, Миколаїв Глядачів: 1200 Арбітр: Вадим Саік (Одеса) |

| 11 червня 2015 18:00 |

| «Кремінь» (Кременчук) | 0:1      | МФК «Миколаїв» (Миколаїв) |
| --------------------- | -------- | ------------------------- |
|                       | Протокол | Сторубльовцев 62'         |

| «Кремінь-Арена» ім. Олега Бабаєва, Кременчук Глядачів: 1500 Арбітр: Микола Балакін (Київська обл.) |

МФК «Миколаїв» зберігає місце в першій лізі, а «Кремінь» — у другій.